# Nora Adame
Nora Hilda Adame Braña (Tampico, Tamaulipas, México, 1970) es una artista plástica, diseñadora y empresaria mexicana. Se dedica a la producción artística desde 1995, desarrollando una exploración plástico - textil. Ha expuesto en diversos foros nacionales e internacionales, tales como la Bienal Internacional de Florencia, Italia (2004). Su trabajo fue premiado en el VI Encuentro Estatal de Arte Contemporáneo de Puebla (2006). Fue seleccionada como mujer cloralex 2014. También ha participado en importantes ferias de arte como en L.A ART FAIR, California (2017). Por otro lado ha gestionado y desarrollado proyectos a partir de materiales reciclados (piel, tela y plásticos industriales)  BASBAG Archivado el 28 de junio de 2018 en Wayback Machine. (2010 - 2017) proyecto ecológico y de relación social que impulsaba el proceso artesanal y diseño mexicano. 
Además desde 2012, en conjunto con Alejandro Osorio fundan Estudio NAO y en 2014 comenzaron con la propuesta de Galería Mercado Negro espacio de exhibición, venta y formación de coleccionistas, el cual ha generado diversas muestras especializadas y centradas principalmente en arte contemporáneo. Actualmente trabaja bajo el mismo espacio ubicado en la ciudad de San Andrés Cholula con varios proyectos a la vez. Taller de obra, Showroom de arte y la Galería de Arte contemporáneo Mercado Negro.
Mercado Negro propone integrar el arte con los objetos de la vida diaria por medio del diseño, piezas de pequeño y mediano formato y las plantas que traen un poco del exterior a los espacios cerrados.  Este tipo de material es el que se puede encontrar en los espacios de la Concept store en San Andrés Cholula y San Miguel de Allende.

## Obra

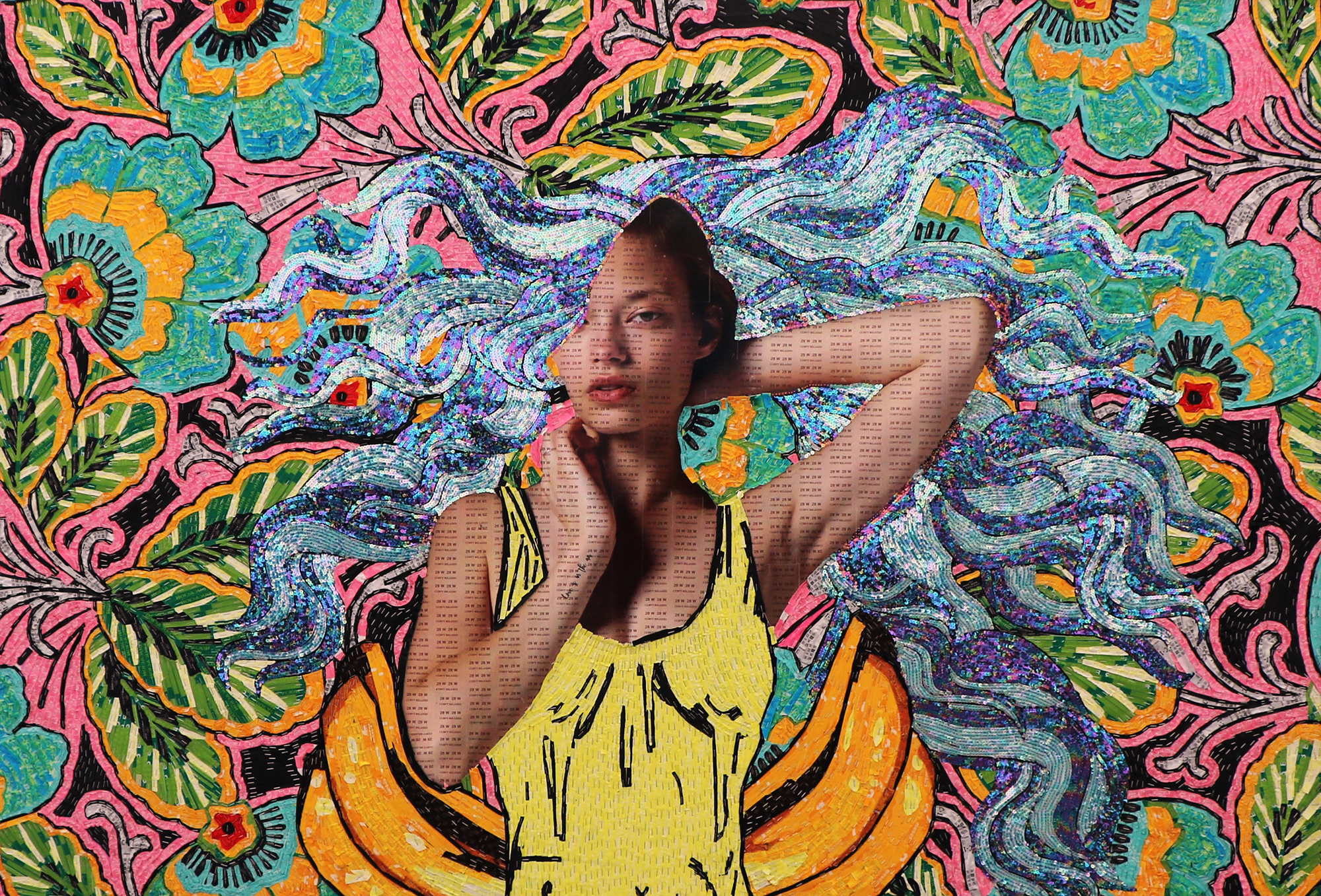
2017. Etiquetas textiles y lentejuela s/foamular. 210cm x145cm

Adame conceptualiza sus piezas a partir de las etiquetas textiles y materiales reciclados; utilizando símbolos de la cultura pop como base estructural de la obra. Una construcción de materiales que se auto construyen para hablar en sintonía con la escena que brota a partir del símbolo principal. En la actualidad se ha focalizado con el tema de la mujer contemporánea, en los estereotipos que dominan este rubro y trata de generar una crítica a cerca de la idea que se ha generado actualmente. Con esto da pie a la exposición Venus no soy, en donde retoma los símbolos de belleza y fertilidad relacionados con la obra de Botticelli, re-interpretándolos con ropa, neón y lentejuelas.

En la repetición está la negación. Uno niega para afirmase. El cuerpo busca repetición en sí mismo. La belleza también. ¿Somos un cuerpo o tenemos un cuerpo? Según los filósofos existencialistas no hay una naturaleza humana que determine a los individuos, según los publicistas si la hay. De manera que parece imposible dejar de ser como los demás creen que eres para negar o continuar existiendo.

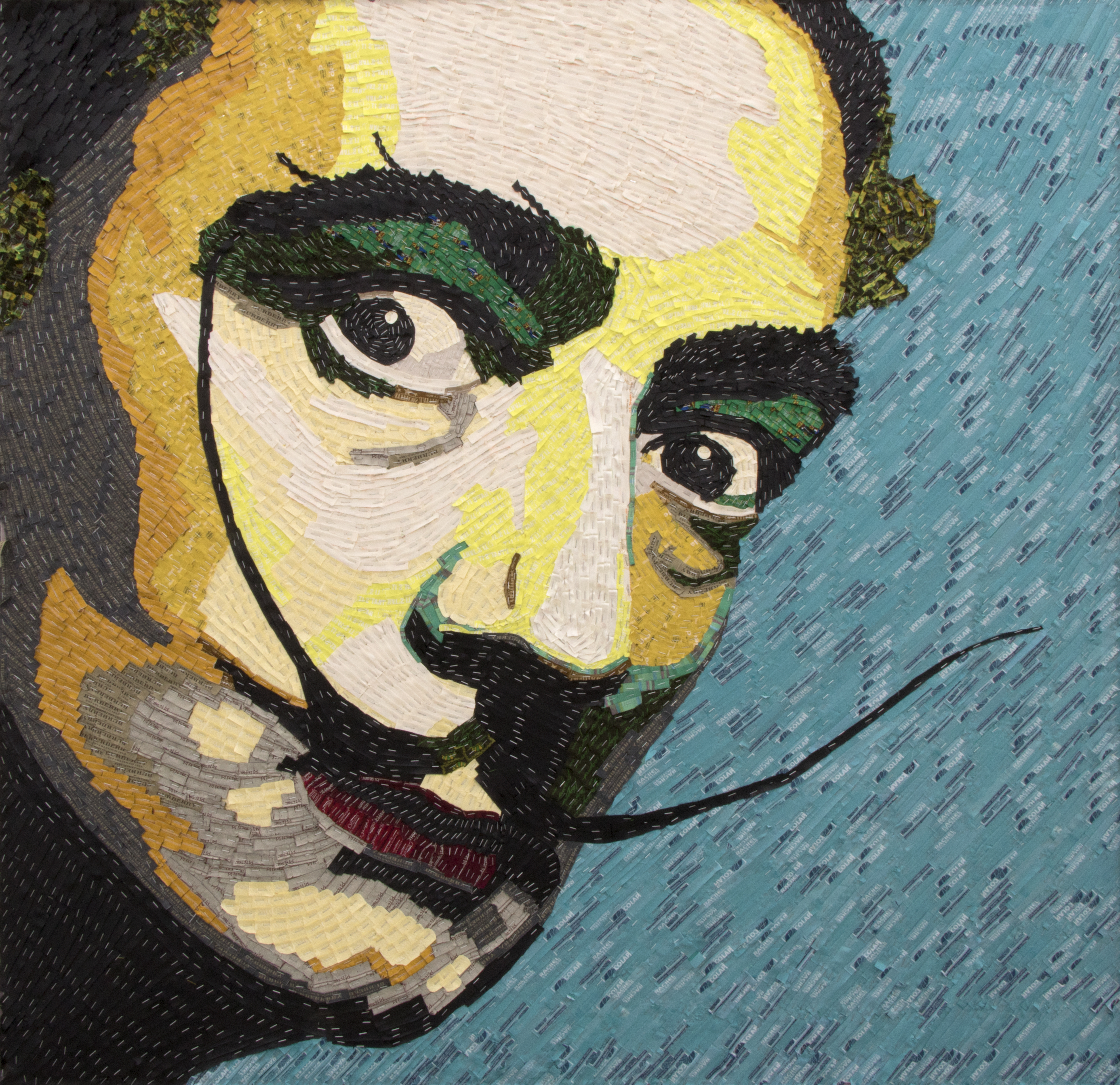
Retrato de salvador dalí con la técnica de las etiquetas.

La representación del cuerpo a través de la historia del Arte y la publicidad han sido las responsables de imponer los diferentes cánones de belleza de su sociedad, sucede en el retrato, en la moda y también en el desnudo. Resulta igual de importante para ambos traducir los pliegues, la luz y la textura de la carne en símbolo y deseo. Es por ello, que una de las obras de la historia del arte occidental que representa el cuerpo femenino como la belleza universal idealizada del siglo XV, trasciende en el tiempo y resulta tan vigente como una portada de Cosmopolitan o Vanity Fair.

En esta nueva serie, Adame, incursiona en el retrato de cuerpo completo tomando como pretexto uno de los íconos de la belleza occidental concebida por Botticelli en “El nacimiento de Venus”, la representación más famosa del símbolo de la diosa pagana de la fertilidad y el amor. En esta serie, la reflexión sobre las etiquetas sociales que han articulado lenguajes de la moda y la publicidad conviven en una reintrepretación del cuerpo que se idealiza para repetirse y negarse dentro de su propio lenguaje artístico.
Marie France Desdier, Octubre 2017

En 2013, junto con el artista Alejandro Osorio, inauguró la exposición De caza a casa en la Galería del Ayuntamiento de Puebla; una serie de cuadros de gran formato elaborados con residuos textiles reciclados. La exposición es descrita como "una tendencia artística cercana al NeoPop".

Nora desarrolla un lenguaje basado en la conformación de imágenes usando etiquetas textiles y ha creado una marca de bolsas construidas con material reciclado y etiquetas de ropa, o incluso como expone, brassieres con impresión de piel animal como objetos de arte, que son un producto que comercializa (...) Lo que se presenta como una propuesta colectiva agrupados con un título común de idea conceptual y sin identificar su nombre en las cédulas, es más bien un ensamble de sus piezas recientes que concuerdan con el tema de la relación del humano con los animales donde Nora Adame propone su contemplación de la convivencia del entorno natural contrastado con lo artificioso de lo humano, mientras Osorio plantea una mirada sobre el dominio humano del animal desde los cráneos exhibidos como trofeo de caza a la silueta en espejo con la figura de varios perros; el animal domesticado.
Ramón Almela, Doctor en Artes Visuales, enero de 2014.

Como empresaria, Adame desarrolló Basbag Archivado el 28 de junio de 2018 en Wayback Machine. una marca de bolsos elaborados solo con materiales de reciclaje donados, basado en el sistema de comercio justo.

## Técnica
Adame se ha distinguido por el uso de textiles y plásticos, especialmente de materiales de deshecho, para la elaboración de sus obras. Su técnica más empleada es el Barroco Glam, una técnica que tal como el Barroco Sus motivos principales suelen ser elementos de la cultura pop.